# シマネ益田電子
シマネ益田電子株式会社（しまねますだでんし）は、島根県益田市に本社を置く企業。

## 沿革
- 1984年8月 - 「シマネ益田電子株式会社」設立。
- 1985年6月 - GaAs MES FET低雑音半導体の生産開始。
- 1987年10月 - GaAs 化合物半導体の生産開始。
- 2001年7月 - 現在地に新築移転。モジュール品 複合部品の生産開始。
- 2002年4月 - EMS（半導体受託生産）事業に本格参入。
- 2003年4月 - Map QFNﾊﾟｯｹｰｼﾞ開発スタート。
- 2005年4月 - 0402サイズの実装部品を使ったモジュール品の量産開始。
- 2006年2月 - 携帯電話組立事業開始。セキュリティ機器（IPS）受託生産開始。
- 2007年3月 - 0.36mm厚のMAP QFN(SLP)製品の生産開始。
- 2008年5月 - MEMS製品の受託生産開始。
- 2010年
  - 4月 - 衛星放送用新パッケージ製品の生産開始
  - 6月 - センサー製品受託事業スタート。
- 2012年6月 - GPS-LNA用電子部品生産開始。
- 2013年3月 - タイ王国に現地法人「SMET CO.,LTD」設立。
- 2014年7月 - タイ工場が量産を開始。